# Behçet Selimoğlu
Behçet Selimoğlu (bg. Бехчет Селимов Bechczet Selimow; ur. 20 kwietnia 1965) – bułgarski, a potem turecki zapaśnik walczący w stylu wolnym. Zajął jedenaste miejsce na mistrzostwach świata w 1991. Brązowy medalista mistrzostw Europy w 1988; czwarty w 1991. Triumfator igrzysk śródziemnomorskich w 1991 roku.